# Isparta (stad)
Isparta is een stad in het westen van Turkije en de hoofdstad van de provincie Isparta. De stad heeft ca. 258.000 inwoners en ligt 1035 meter boven zeeniveau.
De belangrijkste economische activiteiten in Isparta zijn de productie van rozenwater en vloerkleden. Toerisme, zowel lokaal maar ook toenemend internationaal ten gevolge van het "bijbel-toerisme", vormen daarnaast steeds meer een bron van inkomsten voor de stad. Het voetbalteam van de stad, Ispartaspor, speelt op het derde niveau in de competitie.
De stad heeft enkele historische gebouwen en huizen uit de negentiende eeuw, maar deze zijn zeldzaam vergeleken met het aantal moderne gebouwen. Isparta heeft enkele belangrijke moskeeën, waaronder de pre-Ottomaanse Hizir Bey Moskee uit circa 1325, de Kutlubey of Ulu (Grote) moskee daterend uit 1429 met enkele restauraties in de negentiende eeuw en de Haci Abdi moskee uit 1569. De stad is ook in het bezit van een moskee die is ontworpen door de Ottomaanse architect Mimar Sinan, namelijk de zestiende-eeuwse Firdevs Pasa moskee. Verder zijn er enkele Grieks-Orthodoxe kerken te vinden uit de Ottomaanse tijd, zij het in vervallen staat. Van het Byzantijnse fort in de stad is ook weinig over. De stad ligt op een breuklijn en heeft dus regelmatig te maken met aardbevingen.
Isparta heeft goede verbindingen met andere delen van Turkije, zowel per spoor als via de weg. Grote steden in de omgeving van de stad zijn Antalya dat 130 kilometer zuidelijker ligt en Eskişehir, ongeveer 350 kilometer noordelijker.

## Geschiedenis
Gesticht door de oude Grieken was de naam Spártè tès Pisidhías, Σπάρτη της Πισιδίας. In de eerste eeuw na Christus is de stad bekend onder de naam Baris (Grieks Βάρις) en maakt het deel uit van het Byzantijnse Rijk. In 1203 wordt de stad bezet door de Seltsjoeken. Eind dertiende eeuw gaat Isparta deel uitmaken van het emiraat van de Hamidoglu. In 1381 wordt Isparta door de emir van Hamidoglu verkocht aan de Ottomaanse sultan Murat I. Eind negentiende eeuw vestigen moslimvluchtelingen uit de Balkan zich in de buurt van Isparta. De Bulgaarse vluchtelingen brengen de kennis over de productie van rozenwater met zich mee.

## Bekende Ispartanen
- Süleyman Demirel (1924-2015), president van Turkije (1993-2000), premier van Turkije, geboren in Islamköy, een dorp gelegen in de buurt van Isparta
- Zeki Demirkubuz (1964), filmregisseur, scenarioschrijver en producer
- Mustafa Doğan (1976), voetballer
- Yusuf Erdoğan (1992), voetballer
- Bora Maviş - beklimmer van de Mount Everest.
- Emre Aydın - Rock singer-songwriter

## Foto's

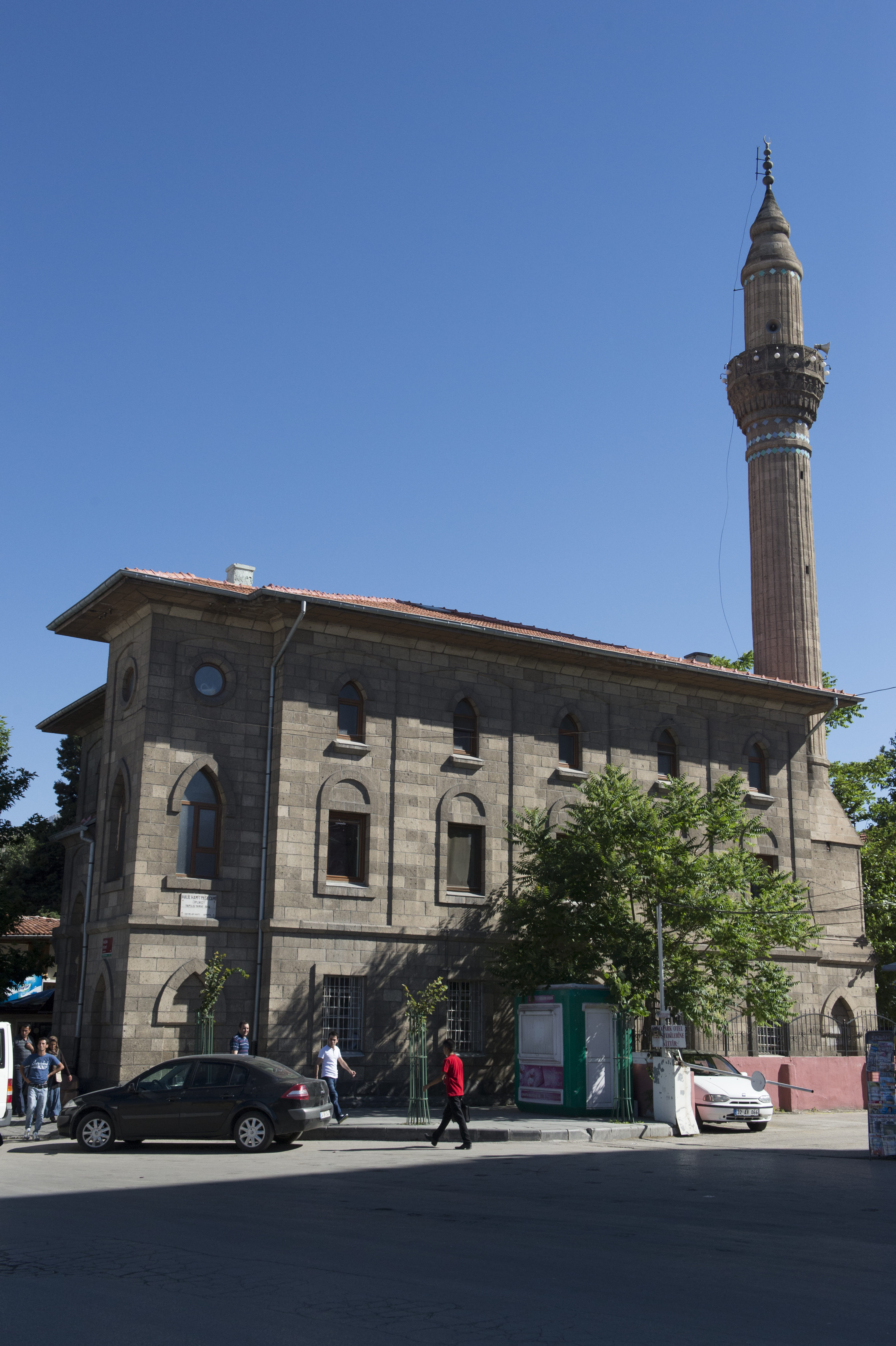
Isparta Iplik Camii 2472
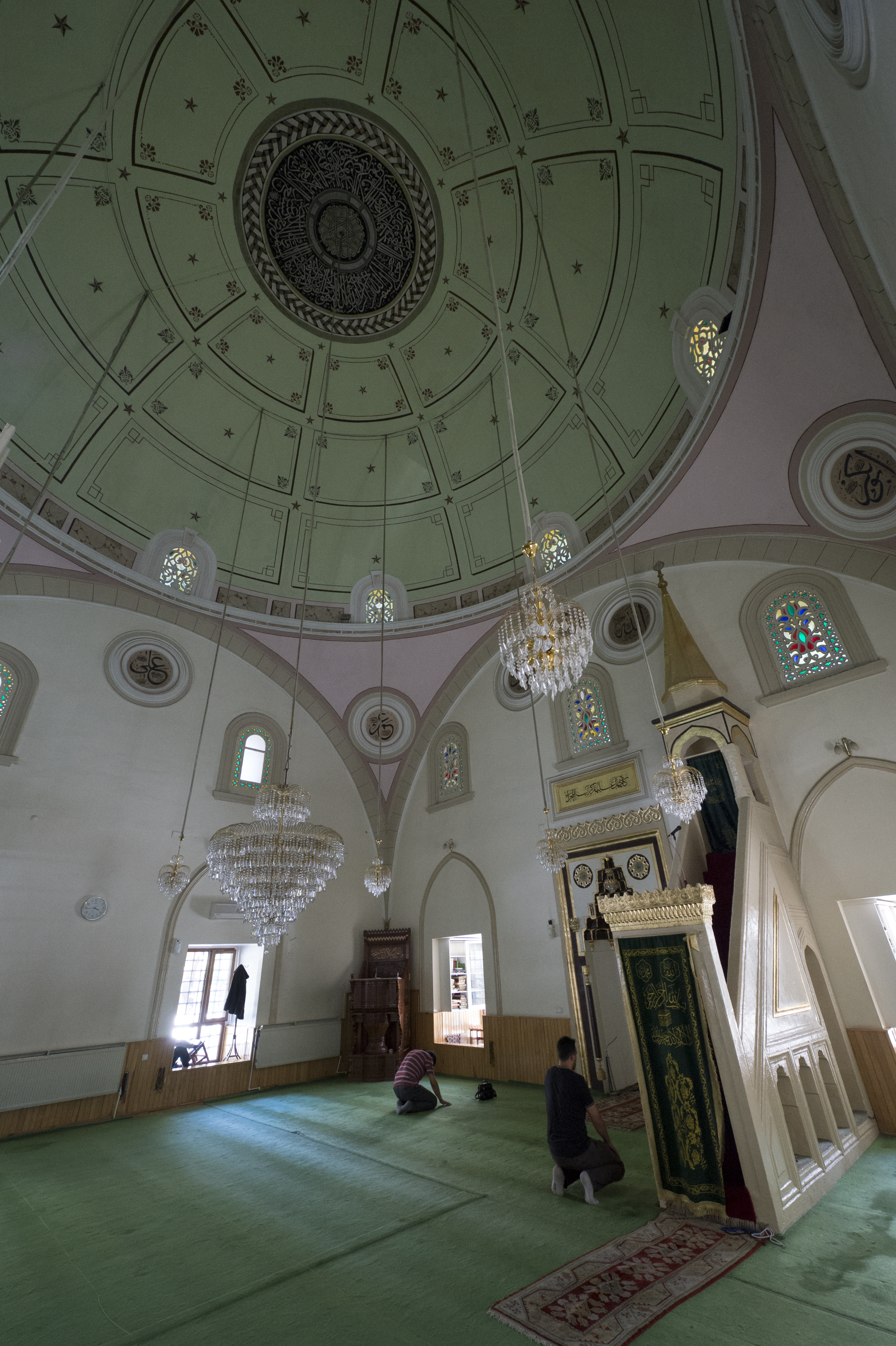
Isparta Mimar Sinan (Firdevs Paşa) Cami 2435
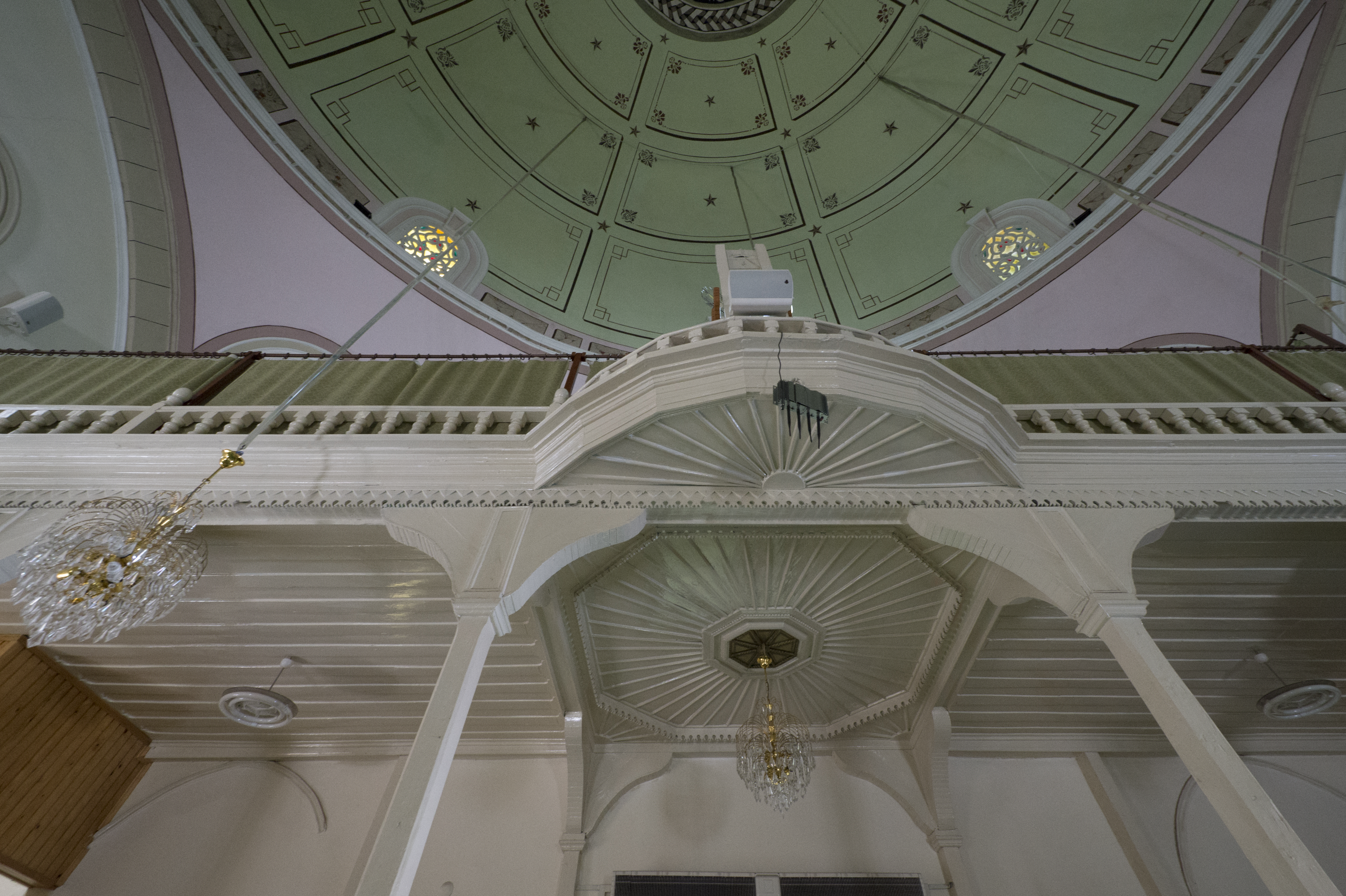
Isparta Mimar Sinan (Firdevs Paşa) Cami 2437
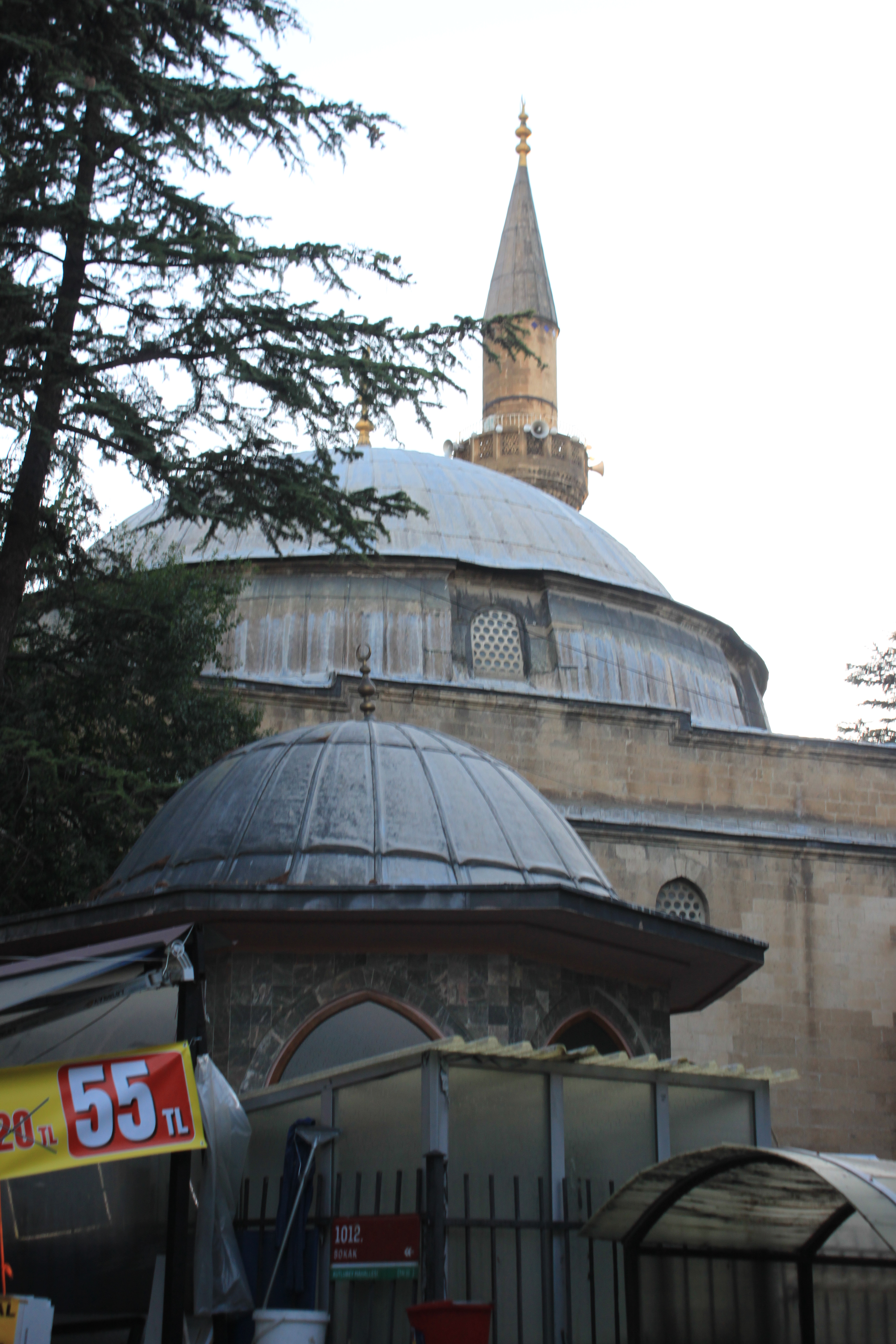
Isparta; Firdevs Paşa Camii von Süd
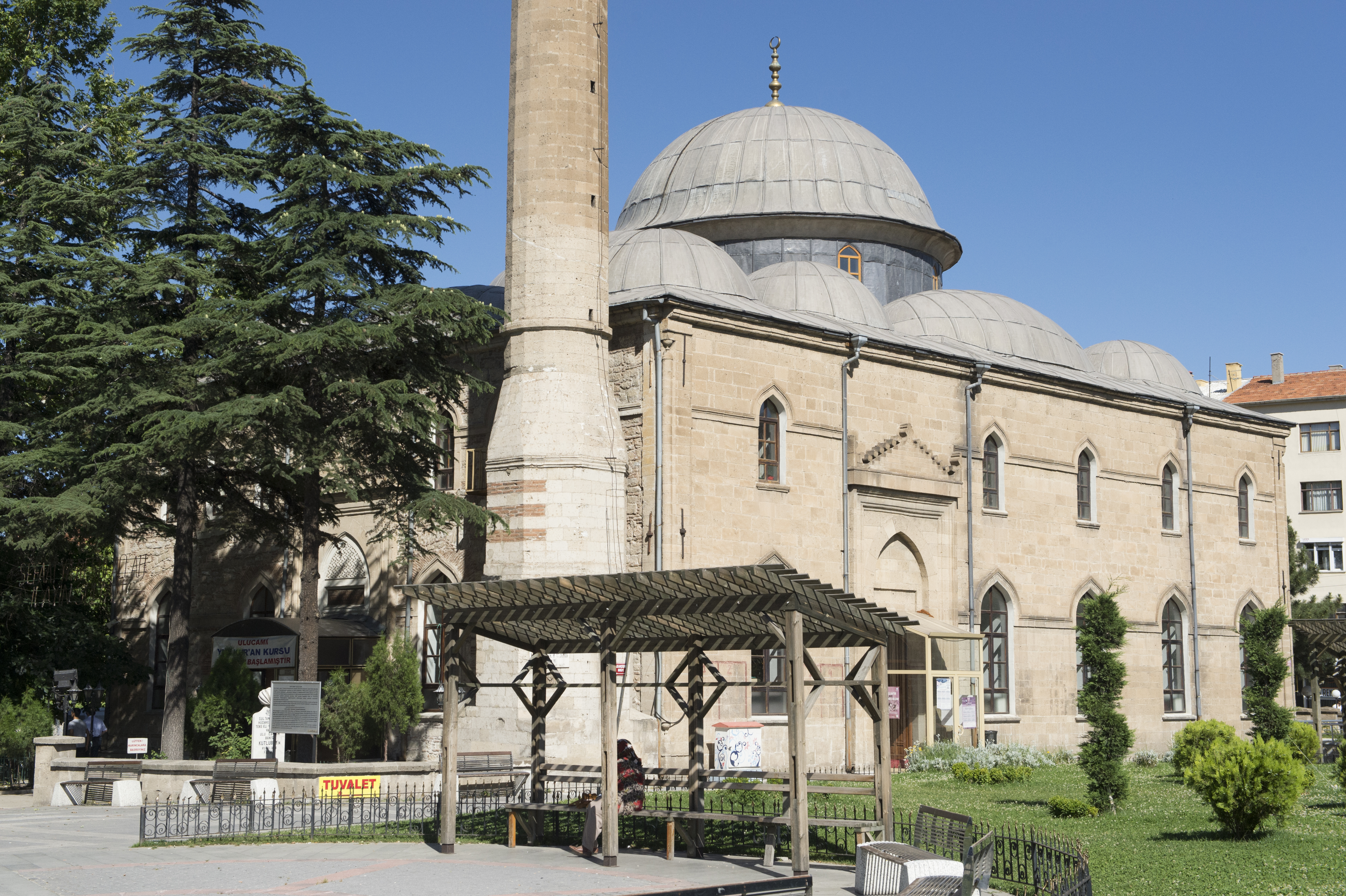
Isparta Kutlubey Camii aka Ulu Camii 2466
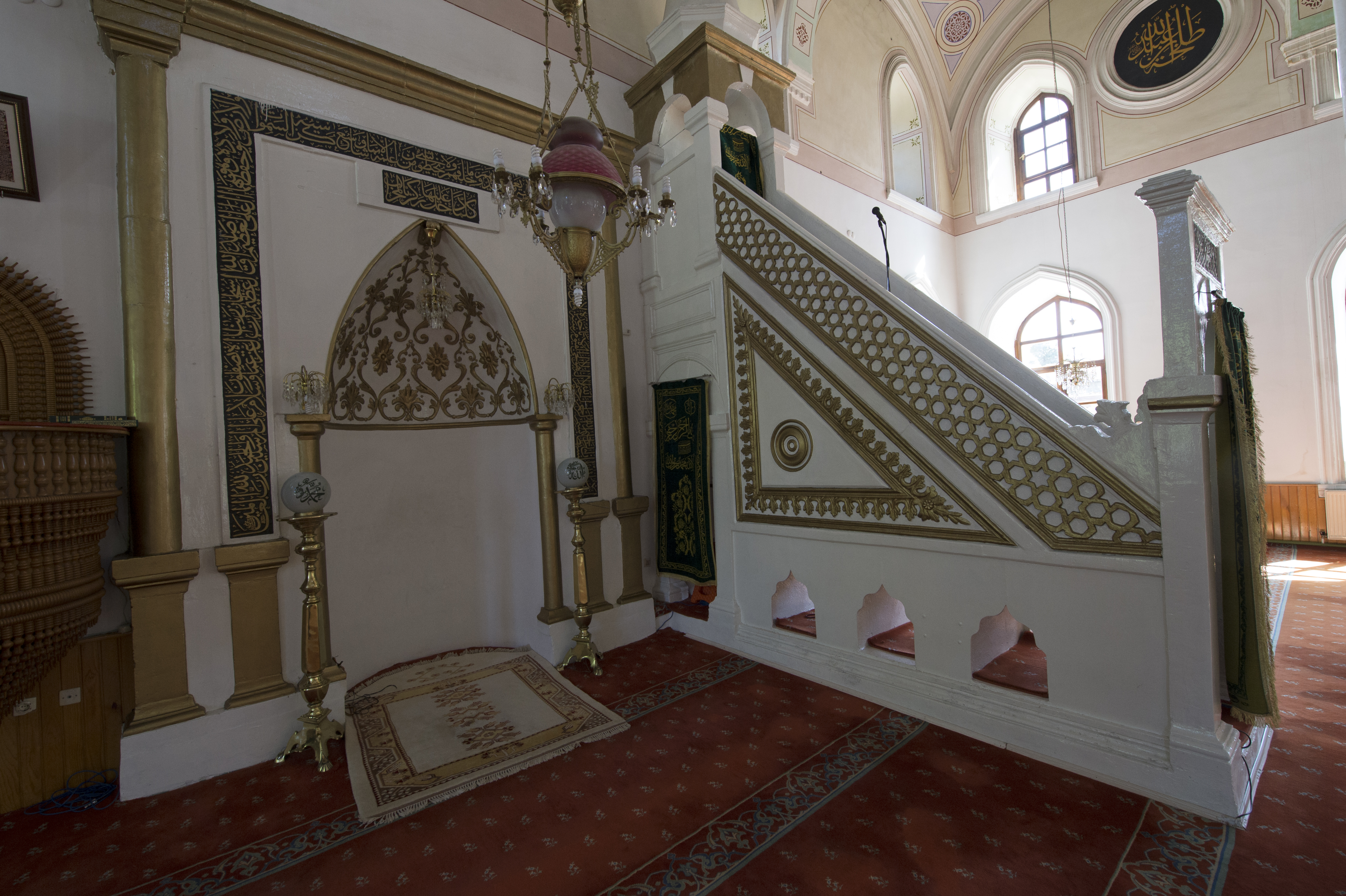
Isparta Kutlubey Camii aka Ulu Camii 2457
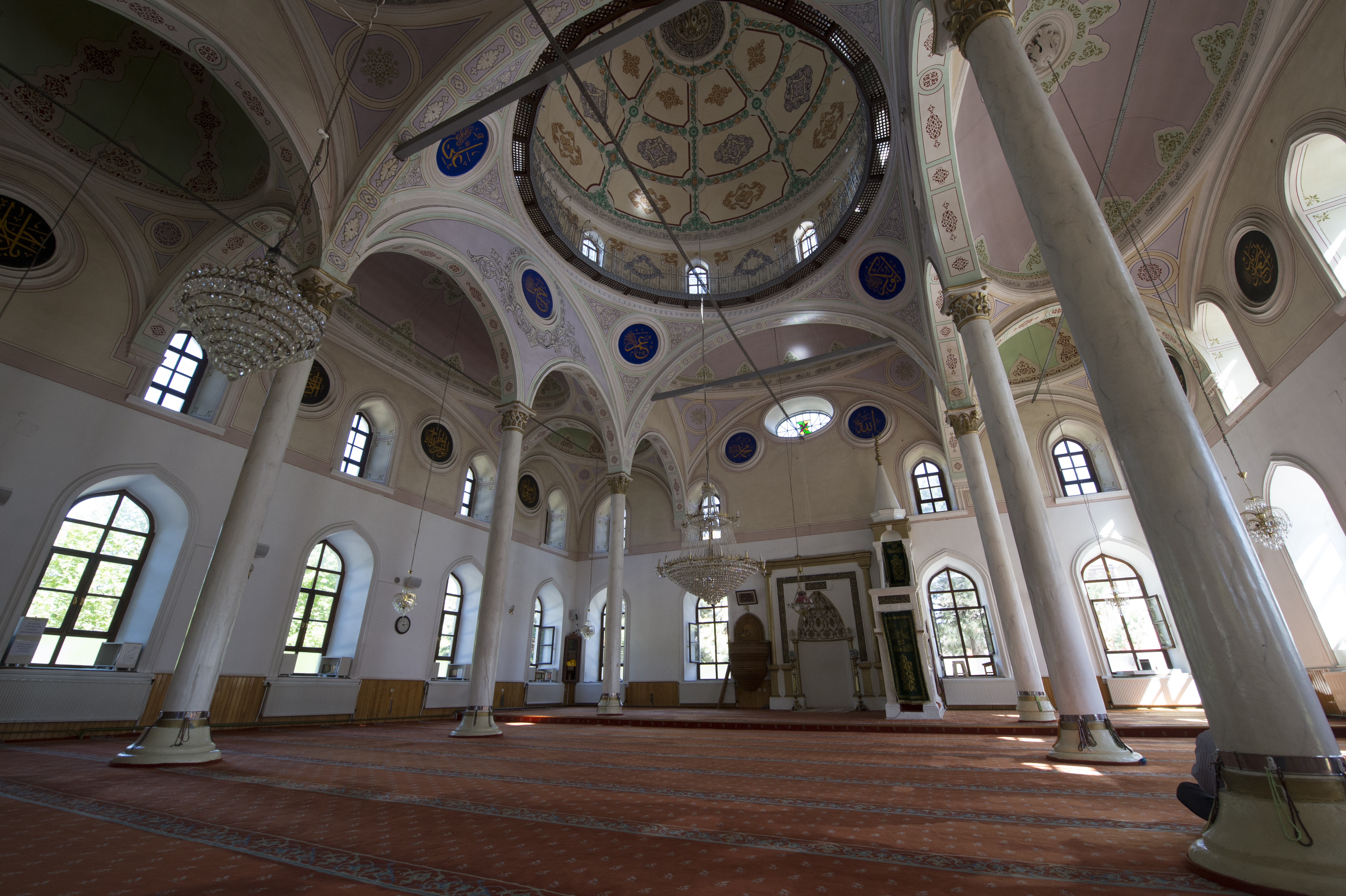
Isparta Kutlubey Camii aka Ulu Camii 2461
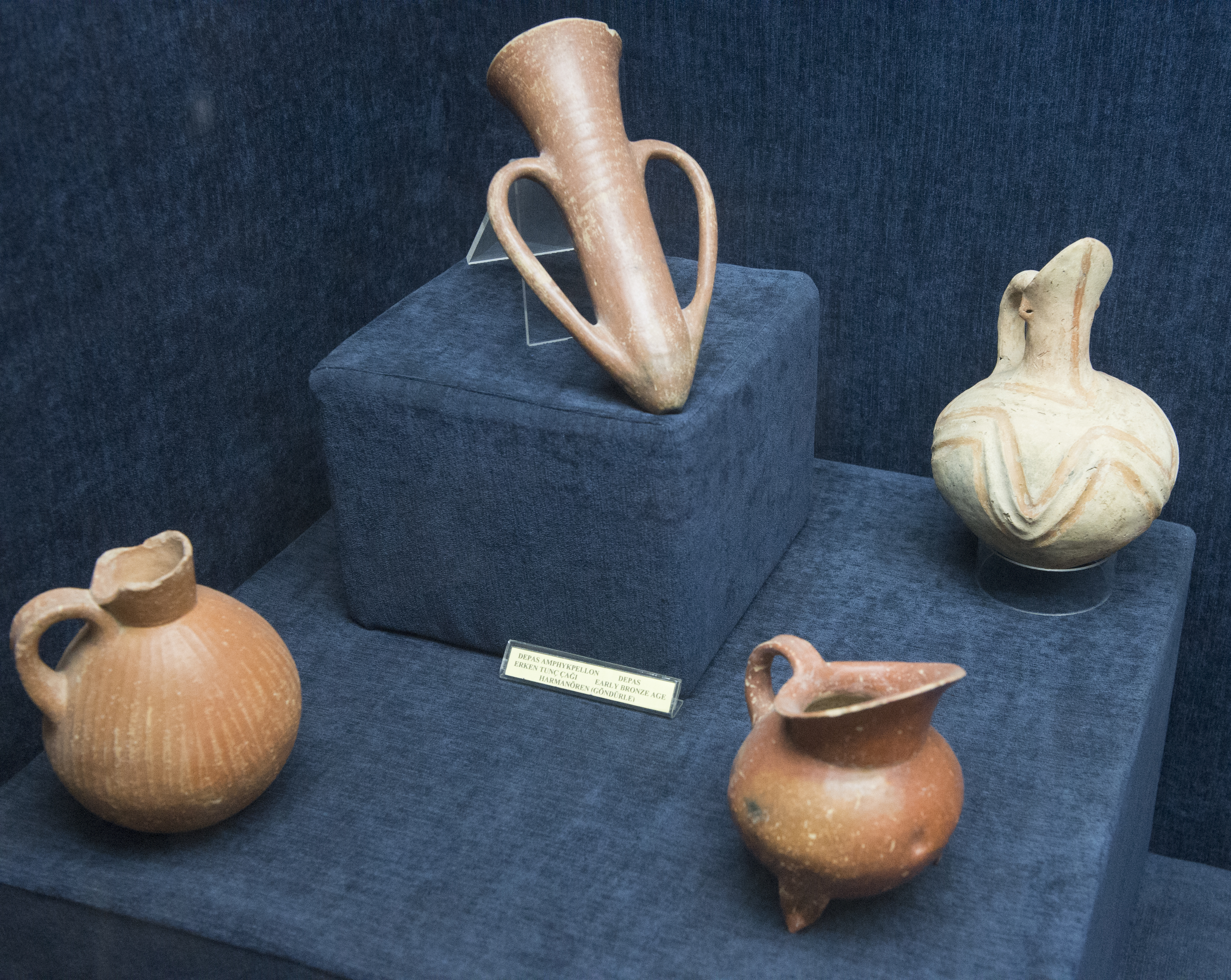
Isparta museum Early Bronze Age vessels 4945
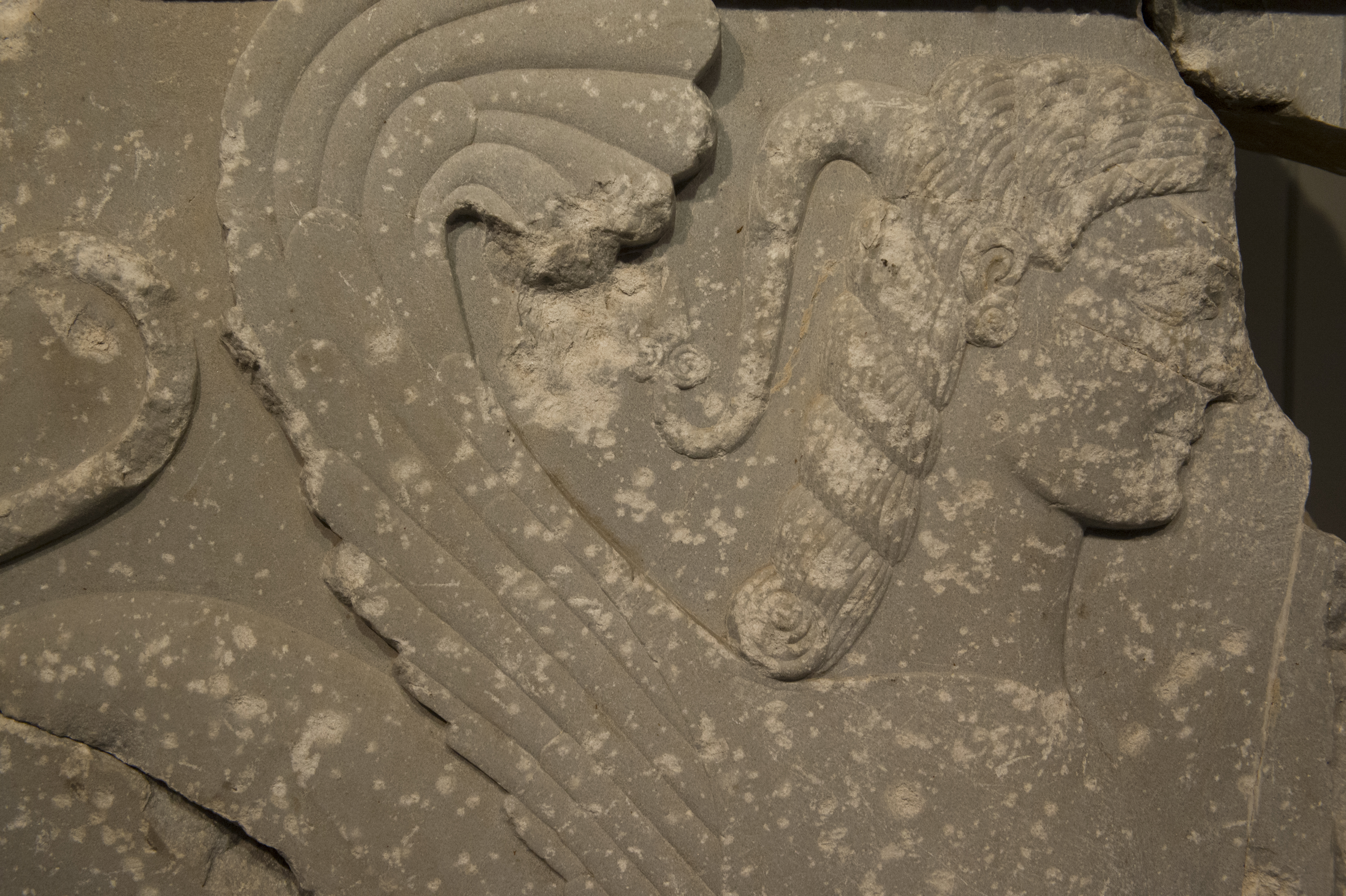
Isparta museum Late Archaic stele 2796
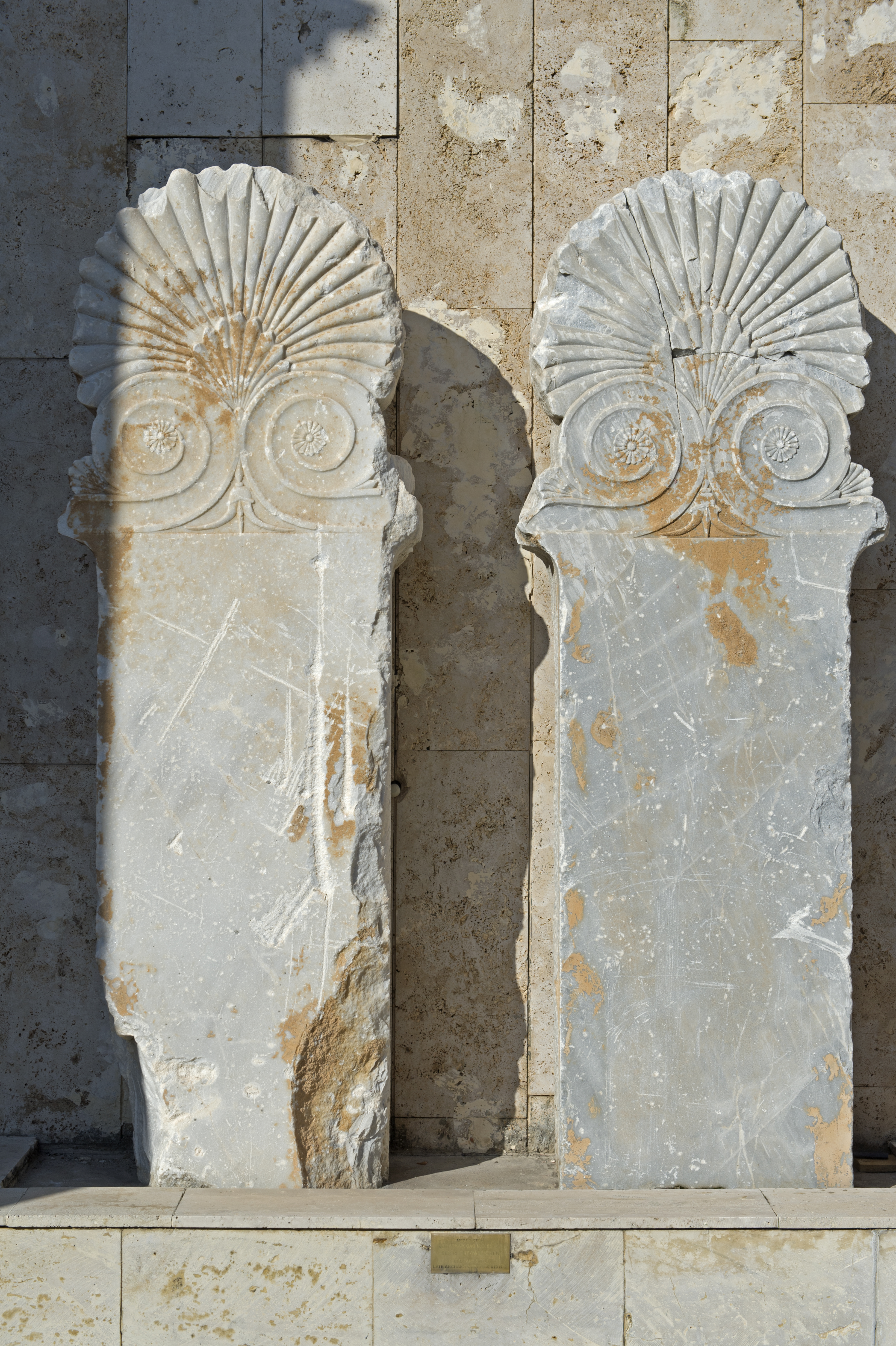
Isparta museum Late Archaic steles 4990
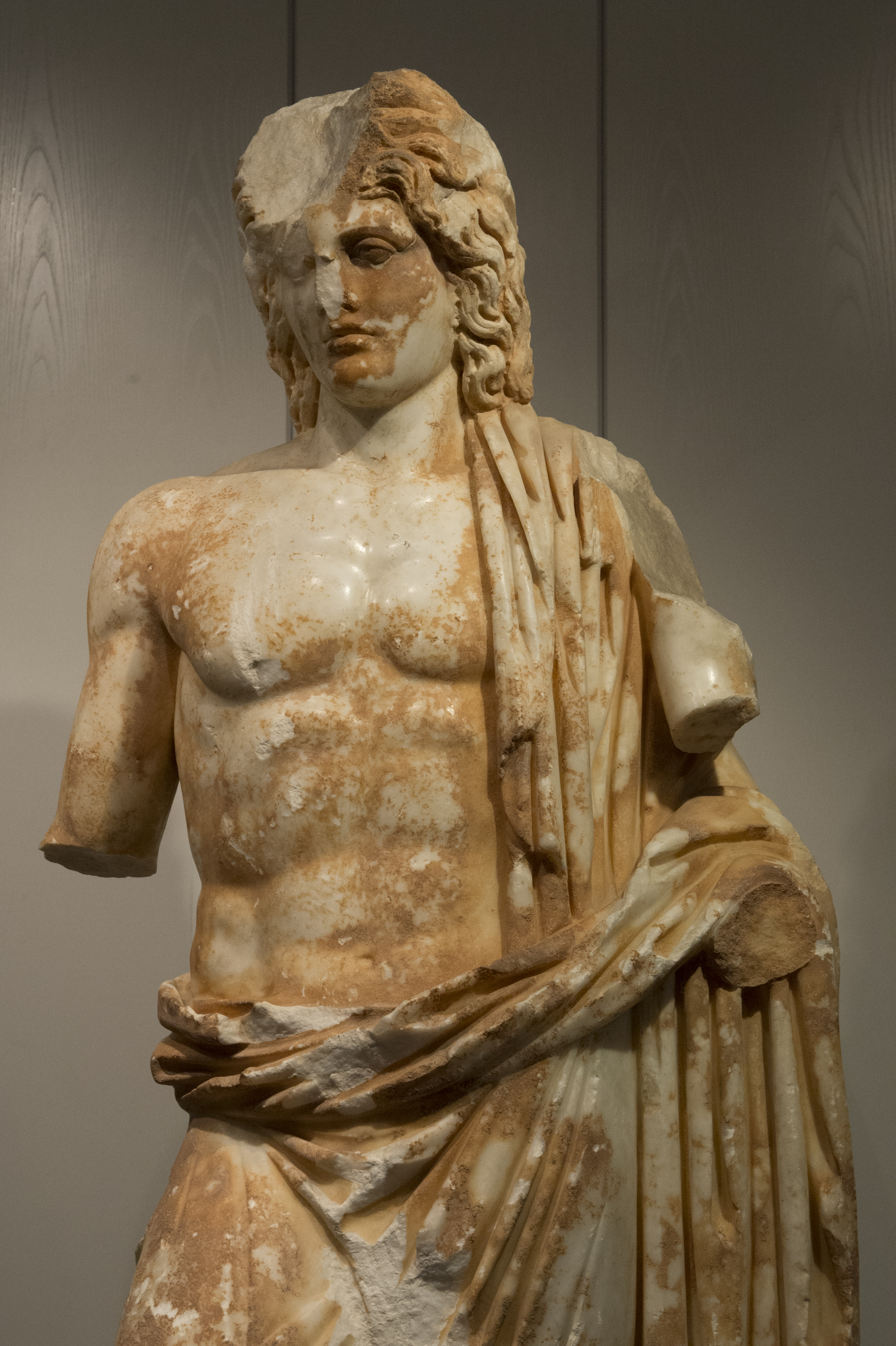
Isparta museum Men a local god 2810
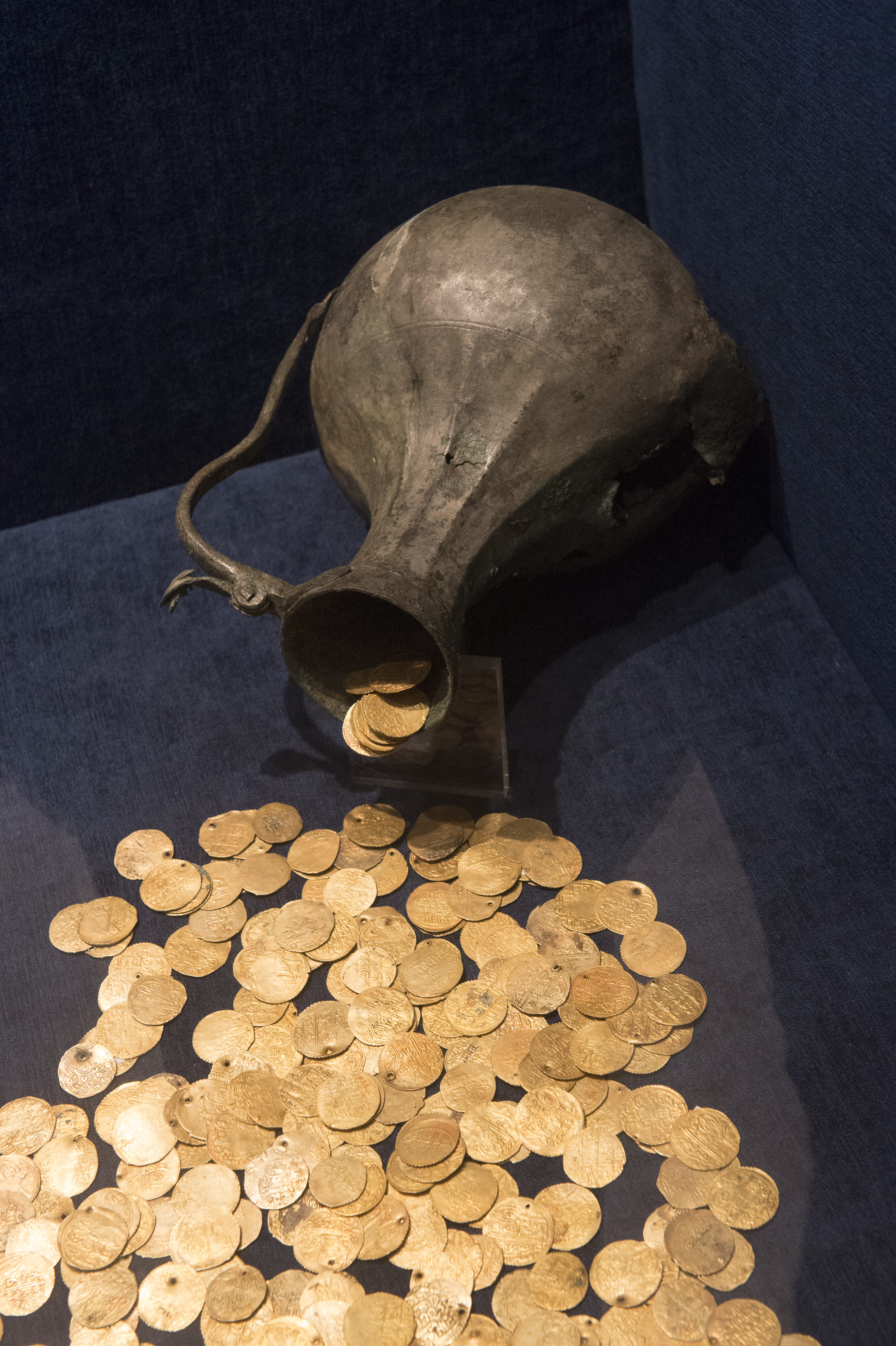
Isparta museum Eğirdir treasure 4965
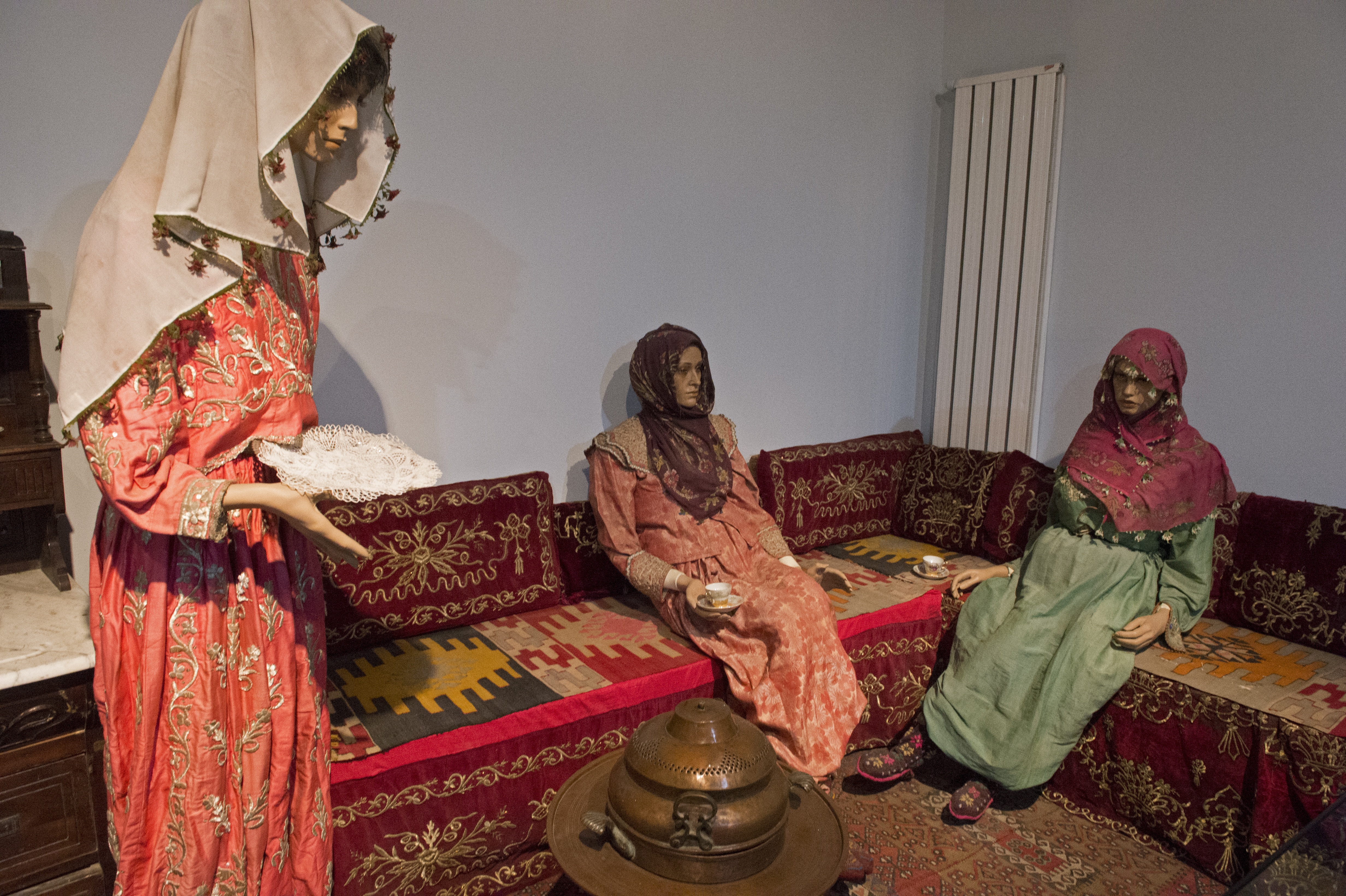
Isparta museum Anatolian dresses 4973
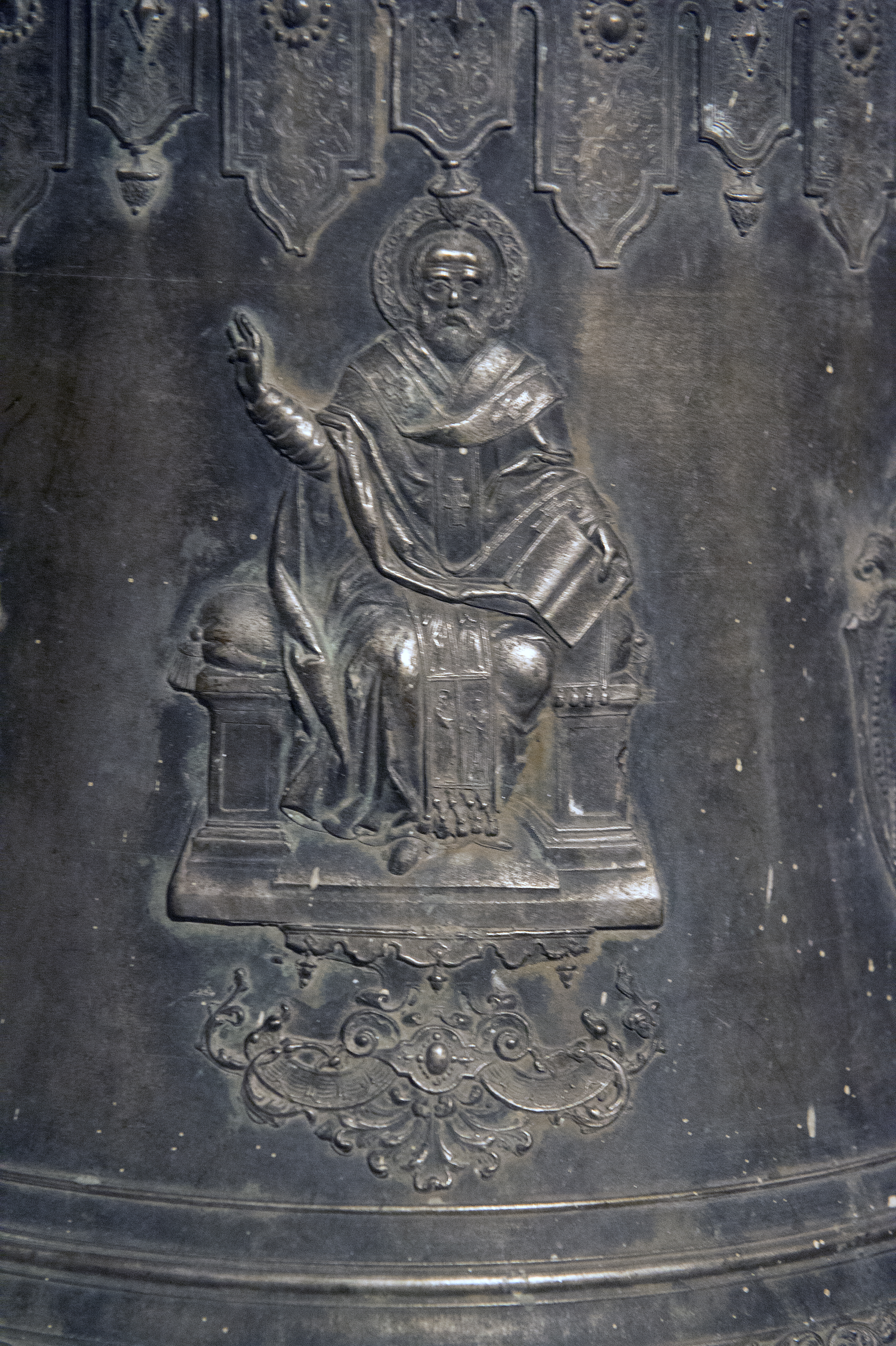
Isparta museum church bell 2808